# Aprostocetus longistigma
Aprostocetus longistigma är en stekelart som beskrevs av Kostjukov 1995. Aprostocetus longistigma ingår i släktet Aprostocetus och familjen finglanssteklar. Inga underarter finns listade i Catalogue of Life.